# Wielkopolska Wyższa Szkoła Humanistyczno-Ekonomiczna w Jarocinie
Wielkopolska Wyższa Szkoła Humanistyczno-Ekonomiczna w Jarocinie (WWSHE) – niepubliczna wyższa szkoła zawodowa działająca w latach 2001–2015 w Jarocinie.
Szkoła prowadziła studia pierwszego stopnia na kierunkach administracja i bezpieczeństwo wewnętrzne oraz studia podyplomowe na kierunku administracja elektroniczna; od roku akademickiego 2015/16 szkoła nie prowadziła naboru.
Archiwum szkoły zostało przekazane do zasobu Archiwum Państwowego w Kaliszu. 